# او (فیلم ۱۹۵۴)
او (انگلیسی: She) یک فیلم در سبک درام به کارگردانی رالف تیله است که در سال ۱۹۵۴ منتشر شد. از بازیگران آن می‌توان به مارینا ولادی، والتر گیلر، و نادیا تیلر اشاره کرد.